# 舍夫琴科韋 (佩列亞斯拉夫-赫梅利尼茨基區)
50°3′2″N 31°45′24″E / 50.05056°N 31.75667°E

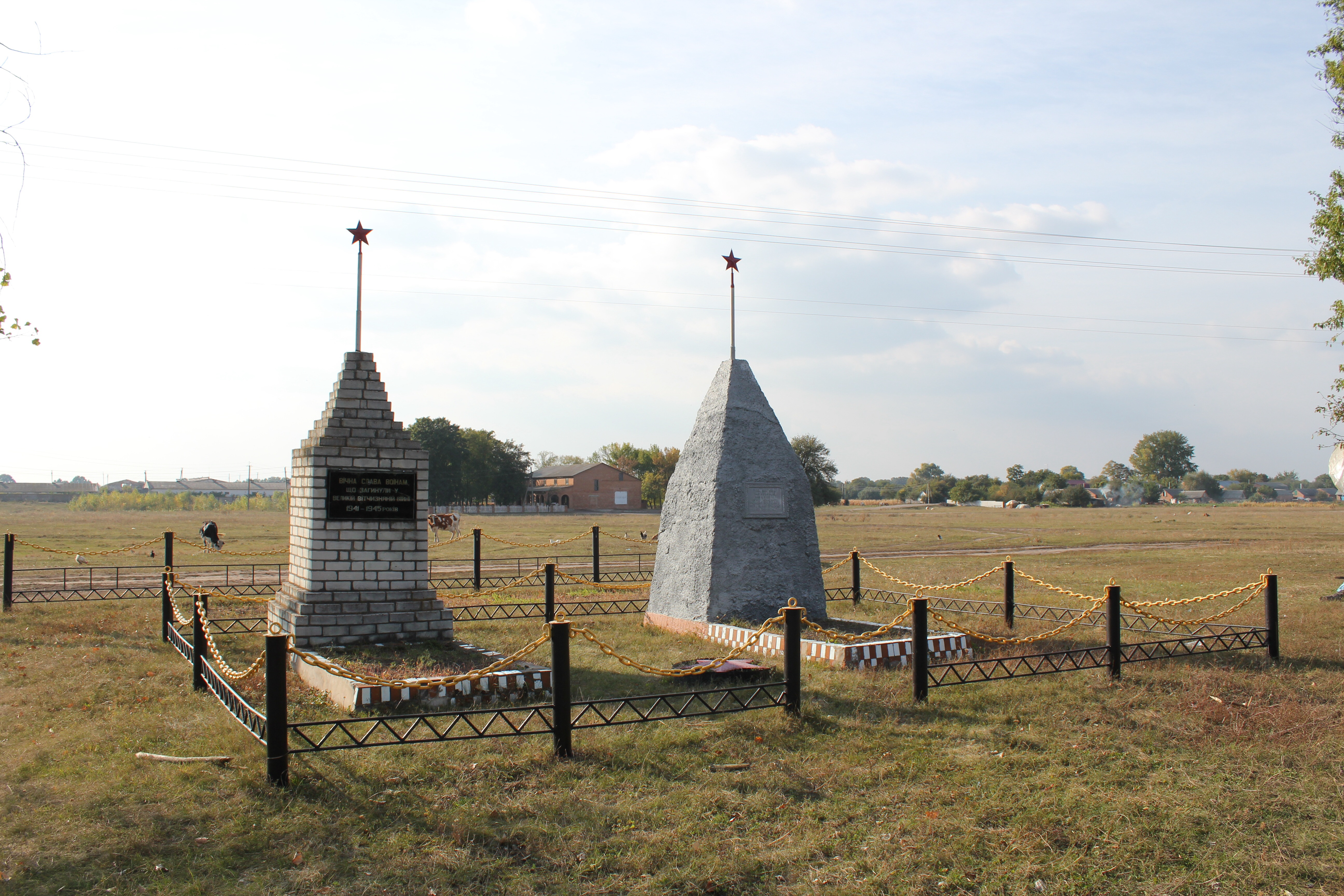

舍夫琴科韋（烏克蘭語：Шевченкове）是位於烏克蘭北部的村莊，由基辅州鲍里斯皮尔区的塔尚市鎮負責管轄。該村始建於1920年，面積2.1平方公里，海拔高度126米，2001年人口452，人口密度每平方公里215.2人。